# Horneophyton
Horneophyton – rodzaj roślin kopalnych, jedna z najstarszych roślin telomowych, zaliczana do ryniofitów. Kopalne ślady sporofitów tych roślin opisano jako gatunek Horneophyton lignieri Kindston et Lang, 1920. Prawdopodobnie pokolenie gametofitu stanowią ślady opisane jako gatunek Langiophyton mackiei Remy et Hass, 1991. 
Rośliny te prawdopodobnie porastały brzegi jezior, rzek lub bagien wczesnego dewonu (pragu), współegzystując z ryniami. 
Sporofit posiadał bulwiaste kłącza z chwytnikami. Z kłącza wyrastały widlasto (dychotomicznie) rozgałęziające się bezlistne pędy, dochodzące do 15 cm wysokości, o średnicy 2 mm, zakończone na szczytach cylindrycznymi zarodniami o długości 3 mm, skupionymi po cztery. Zarodniki opisano pod odrębną nazwą Emphanisporites decoratus. Gametofity miały do 6 cm długości, z kubeczkowatymi strukturami zawierającymi liczne, walcowate rodnie.